# Concha Monrás
Concha Monrás Casas, née à Barcelone le 8 décembre 1898 et morte à Huesca le 23 août 1936, est une pianiste espagnole. 
Personnalité de l'anarchisme, elle est fusillée par les nationalistes au début de la guerre d'Espagne.

## Biographie
Concha Monrás est née à Barcelone, en Catalogne, en 1898. Elle est la fille de María Casas et de Joaquín Monrás Casanova, professeurs de lettres.
La famille emménage à Huesca alors que Concha, sa sœur María Pilar et son frère Joaquín, sont très jeunes. Concha étudie à Huesca le piano et l'esperanto.
Le 6 janvier 1923, elle épouse le peintre et journaliste Ramón Acín Aquilué. 
Le couple vit à Huesca et a deux filles : Katia et Sol. 
D'idéologie anarchiste, son mari Ramón Acín est délégué de la Confédération nationale du travail (CNT). Tous les deux donnent des cours aux ouvrières et aux ouvriers gratuitement.
Le couple est arrêté le 6 août 1936, quelques semaines après le soulèvement nationaliste contre la Seconde République. 
Ramón Acín est fusillé pendant la nuit. Concha est torturée, incarcérée dans la prison sans lumière ni eau.
Elle est assassinée par les nationalistes au mur du cimetière des Martyrs de Huesca le 23 août 1936, avec 94 camarades.

## Postérité
- Le 12 décembre 2004[7], une plaque commémorative est dévoilée à Huesca sur la maison familiale de Concha Monrás et de Ramón Acín[8].
- Les portraits de Concha Monrás[9], œuvres de son mari Ramón Acín Aquilué, sont exposés à Huesca[10].